# Junction City (Ohio)
Junction City es una villa ubicada en el condado de Perry en el estado estadounidense de Ohio. En el Censo de 2010 tenía una población de 819 habitantes y una densidad poblacional de 495,64 personas por km².

## Geografía
Junction City se encuentra ubicada en las coordenadas 39°43′18″N 82°18′1″O / 39.72167, -82.30028. Según la Oficina del Censo de los Estados Unidos, Junction City tiene una superficie total de 1.65 km², de la cual 1.64 km² corresponden a tierra firme y (0.78%) 0.01 km² es agua.

## Demografía
Según el censo de 2010, había 819 personas residiendo en Junction City. La densidad de población era de 495,64 hab./km². De los 819 habitantes, Junction City estaba compuesto por el 97.31% blancos, el 0.24% eran afroamericanos, el 0.12% eran amerindios, el 0.12% eran asiáticos, el 0% eran isleños del Pacífico, el 0.37% eran de otras razas y el 1.83% pertenecían a dos o más razas. Del total de la población el 0.98% eran hispanos o latinos de cualquier raza.